# Podajnik
Podajnik – element lub zespół mechanizmu zasilania broni, przeznaczony do podawania nabojów. 

## Charakterystyka
Podajnik stosowany jest w przypadku, gdy względy konstrukcyjne (np. stosowanie nabojów z wystającą kryzą łuski) uniemożliwiają dokonanie operacji dosyłania bezpośrednio po donoszeniu. W takim przypadku podajnik uwalnia nabój z donośnika i sprowadza go do takiego położenia w którym może on zostać dosłany do komory nabojowej. 

## Podział
Wyróżnia się podajniki:
- przyciskowe – w broni z zamkiem wyposażonym w wyłuskiwacz, który wyciąga nabój z taśmy w czasie odrzutu. Nabój podawany jest przez przycisk pokrywy zamkowej w dół do gniazda ramki wyłuskiwacza i ustawiany na drodze zamka, który dosyła nabój do komory nabojowej w czasie powrotu[2].
- dźwigniowe
- klinowe
- spiralne
- z suwliwym tłokiem zaporowym
- kombinacje elementów wszystkich powyższych